# Motor Lublin (piłka nożna) w sezonie 1980/1981
Sezon 1980/1981 był dla Motoru Lublin 1. sezonem w ekstraklasie. W trzydziestu rozegranych spotkaniach, Motor zdobył 28 punktów i zajął 10. miejsce w tabeli. Trenerem zespołu był Bronisław Waligóra. Kapitan Motoru Janusz Przybyła zdobył tytuł najlepszego „kolegi – kapitana” w rozgrywkach ekstraklasy 1980/1981.   

## Przebieg sezonu

### Letni okres przygotowawczy
W przerwie letniej do Motoru przybyli obrońcy Jerzy Szczeszak z Zawiszy Bydgoszcz i Tadeusz Cypka z Legii Warszawa, odeszli między innymi Jerzy Krawczyk do Wisły Puławy, Arkadiusz Skonieczny do Radomiaka Radom i Marek Wietecha do Chrobrego Głogów. W tym okresie Motor przebywał na zgrupowaniu w Bydgoszczy, w ośrodku sportowym WKS Zawisza, gdzie rozegrał mecze sparingowe z Polonią Bydgoszcz (6:3, 3:0) i Zawiszą Bydgoszcz (1:0, 2:2). Ponadto piłkarze lubelskiego zespołu rozegrali kontrolne mecze ze Stalą Stalowa Wola (1:1), Bronią Radom (2:2; mecz pierwotnie miał odbyć się w Radomiu, jednak z powodu obfitych opadów deszczów rozegrany został w Lublinie) oraz z Lublinianką (6:0).

### Runda jesienna
W niedzielę, 17 sierpnia 1980, na stadionie przy al. Zygmuntowskich Motor rozegrał pierwszy w historii klubu mecz w I lidze. Przeciwnikiem lubelskiego zespołu było Zagłębie Sosnowiec. Przed rozpoczęciem spotkania sekretarz generalny PZPN Zbigniew Kaliński i selekcjoner reprezentacji Polski Ryszard Kulesza wręczyli drużynie Motoru puchar za awans do ekstraklasy. Odbyło się również pożegnanie wieloletniego bramkarza Motoru Adama Suszka, który zakończył zawodniczą karierę. W 69. minucie meczu, po dośrodkowaniu z rzutu rożnego, Tadeusz Cypka strzałem głową zdobył bramkę, dająca prowadzenie gospodarzom. Wyrównał trzy minuty później kapitan Zagłębia Zbigniew Sączek i spotkanie zakończyło się wynikiem remisowym 1:1. Po rozegraniu zaległego meczu pucharowego trzy dni później w Krakowie z rezerwami tamtejszego Kabla, zespół Motoru udał się bezpośrednio do Poznania na spotkanie z Lechem. Mecz odbył się na nowo oddanym do użytku na stadionie przy ul. Bułgarskiej i zakończył się remisem 1:1. Gospodarze objęli prowadzenie w I połowie po strzale Marka Skurczyńskiego, a wyrównał tuż po przerwie Janusz Przybyła. W środę 27 sierpnia, Motor odniósł pierwsze zwycięstwo w ekstraklasie, pokonując Odrę Opole 1:0 po bramce Przybyły. W wyjazdowym meczu z Arką Gdynia przy stanie 2:1 dla gospodarzy rzutu karnego nie wykorzystał Bolesław Mącik.
W sobotę 6 września Motor pokonał ŁKS Łódź 1:0 i drugim meczu z rzędu nie wykorzystał rzutu karnego. W 88. minucie strzał Ryszarda Walczaka obronił Leszek Kwaśniewicz. W następnej kolejce Motor odniósł pierwsze wyjazdowe zwycięstwo w ekstraklasie. W Mielcu pokonał miejscową Stal 2:1. Mimo iż mielczanie prowadzili 1:0 po bramce Andrzeja Szarmacha, tuż przed przerwą wyrównał Andrzej Pop, a zwycięską bramkę zdobył Janusz Przybyła w 53. minucie. W niedzielę 28 września ponad 20 tysięcy widzów obejrzało na stadionie przy al. Zygmuntowskich zwycięstwo Motoru nad Górnikiem Zabrze 3:0. Dzięki tej wygranej lublinianie awansowali na 3. miejsce w ligowej tabeli. Wyjazdowy mecz ze Śląskiem Wrocław zakończył się wynikiem 1:1. Dzięki temu że przegrała warszawska Legia, na własnym stadionie 0:2 z Wisłą Kraków, Motor został wiceliderem rozgrywek.
Drugą pozycję Motor utrzymał jeszcze po zremisowanym 2:2 meczu z mistrzem Polski Szombierkami Bytom, rozegranym w środku tygodnia w ramach dziewiątej kolejki. Lublinianie przegrywali 0:2, a do wyrównania doprowadzili w ciągu dwóch minut. Najpierw bramkę zdobył Andrzej Pop, a chwilę po tym wyrównał po dośrodkowaniu z rzutu rożnego strzałem głową Ryszard Chaberek. 19 października rozpoczęła się seria porażek lubelskiego zespołu. W Bydgoszczy w spotkaniu z Zawiszą Motor przegrał 1:2, mimo iż od 48. minuty prowadził po bramce Andrzeja Popa. Następnie mecz, na którym zanotowano rekordową frekwencję (25 tysięcy widzów), z Legią Warszawa zakończył się porażką Motoru 0:5. Trzy kolejne przegrane (z Bałtykiem Gdynia, Wisłą Kraków i Ruchem Chorzów) sprawiły, że Motor zakończył rundę jesienną na dwunastym miejscu z dwupunktową przewagą nad strefą spadkową.

### Zimowy okres przygotowawczy
Piłkarze Motoru treningi wznowili 3 stycznia 1981. W drugiej połowie tego miesiąca przebywali na dwutygodniowym zgrupowaniu w Wałczu, gdzie rozegrali kilka meczów sparingowych, między innymi z Arką Gdynia (2:1), Lechem Poznań (1:3, 2:0) i Chemikiem Bydgoszcz (5:0). Podczas zgrupowania testowani byli juniorzy – Modest Boguszewski oraz Robert Grzanka – srebrni medaliści mistrzostw Europy U-18, turnieju rozegranego na przełomie maja i czerwca 1981. Przed wyjazdem do Wałcza rozegrali w obecności 1000 widzów mecz kontrolny ze Stalą Poniatowa (0:0).
7 lutego na Zygmuntowskich lubelski zespół rozegrał mecz kontrolny z Ursusem (1:1), a tydzień później sparował z Radomiakiem Radom (3:3). 16 lutego dwudziestoosobowa kadra piłkarzy Motoru wyjechała na dwutygodniowe zgrupowanie do Kokotka. Podczsa pobytu na Śląsku Motor rozegrał mecze kontrolne z Odrą Opole (0:3), Szombierkami Bytom (1:2), Górnikiem Zabrze (1:2) i Ruchem Chorzów. Na tydzień przed wznowieniem rozgrywek ligowych Motor rozegrał mecz sparingowy z Radomiakiem na Kresowej (1:1).

### Runda wiosenna
11 marca 1981 Motor rozegrał załegły mecz XIII kolejki. Na stadion przy al. Zygmuntowskich przyjechał zespół mistrza rundy jesiennej, niepokonany od 19 spotkań, Widzew Łódź. Prowadzenie objął Widzew po zamieszaniu w polu karnym i strzale Włodzimierza Smolarka z bliskiej odległości. Wyrównał Andrzej Pop uderzeniem z 30 metrów. Wkrótce Smolarek ponownie dał prowadzenie łódzkiej drużynie, a na 2:2 bramkę zdobył Ryszard Walczak. Po tym spotkaniu przewaga liderującego Widzewa wzrosła do czterech punktów, a Motor wciąż zajmował 12. miejsce.
Rundę rewanżową Motor rozpoczął od wyjazdowego zwycięstwa w Sosnowcu w meczu z Zagłębiem. Następnie na stadionie przy al. Zygmuntowskich pokonał Lecha Poznań. Po tym meczu lubelski zespół przesunął się na 9. miejsce w tabeli. 29 marca Motor mierzył się z ostatnią w tabeli Odrą Opole i przegrał 2:3. 1 kwietnia Motor grał z szóstą drużyną I ligi, Arką Gdynia, która w poprzedniej kolejce pokonała Widzew i przerwała passę łódzkiej drużyny dwudziestu jeden meczów bez porażki. W  48. minucie po dośrodkowaniu z rzutu wolnego Janusza Przybyły, bramkę dla Motoru zdobył Andrzej Pop. Po stracie gola Arka kilka razy mogła doprowadzić do wyrównania, jednak w 61. minucie na 2:0 podwyższył Przybyła i wynik nie uległ już zmianie. Po remisie w wyjazdowym meczu z ŁKS-em, Motor awansował w tabeli na ósme miejsce.
W 21. kolejce spotkań na stadionie przy Al. Zygmuntowskich Motor do 89 min. remisował z mielecką Stalą 2:2. Błąd popełnił wówczas obrońca Motoru Tadeusz Cypka, który zbyt lekko podał piłkę Dariuszowi Opolskiemu, zdołał przejąć ją napastnik Stali Henryk Janikowski i zdobył zwycięską bramkę dla gości. W trzech następnych meczach Motor odniósł dwie porażki (z Górnikiem i Szombierkami na wyjeździe) i jeden remis (ze Śląskiem u siebie). Po 24 kolejkach Motor zajmował 12. miejsce z czteropunktową przewagą nad strefą spadkową. W następnym meczu z Zawiszą, wygranym przez Motor 1:0, zadebiutował Wojciech Rabenda.
Na wyjazdowy mecz z drugą w tabeli Legią Warszawa przyznano lubelskim kibicom 3 tysiące biletów. Przed tym spotkaniem Legia traciła dwa punkty do lidera, Widzewa Łódź. Mecz z faworyzowaną drużyną stołeczną rozpoczął się od ataków lublinian. W 6. minucie po strzale z rzutu wolnego z odległości 25 metrów, Roman Dębiński zdobył prowadzenie dla Motoru. Wyrównał cztery minuty później Stefan Majewski. Chwilę po wznowieniu gry przez lublinian, Ryszard Walczak uderzył w poprzeczkę, a odbitą piłkę skierował do bramki Jacka Kazimierskiego Wojciech Rabenda, dla którego była to pierwsza bramka dla Motoru. Po przerwie piłkarze Motoru cofnęli się do obrony i w 67. minucie drugą bramkę dla Legii zdoby Stefan Majewski. Na dwanaście minut przed zakończeniem meczu Waldemar Fiuta zdobył zwycięską bramkę po błędzie warszawskiej obrony. W tej samej kolejce punkty stracił również Widzew, przegrywając wyjazdowe spotkanie z Bałtykiem Gdynia. Zwycięstwo z Bałtykiem w następnej kolejce zapewniło Motorowi utrzymanie w ekstraklasie.
Walczący o mistrzostwo Polski liderujący Widzew Łódź przystąpił do meczu z Motorem bez kontuzjowanego Władysława Żmudy oraz zawieszonego za kartki Włodzimierza Smolarka. W poprzedniej kolejce Widzew przegrał wyjazdowy mecz z Wisłą Kraków 2:3 i przewaga nad krakowskim zespołem zmalała do jednego punktu. W 14. minucie Widzew objął prowadzenie po bramce Pawła Woźniaka, jednak w 40. minucie strzałem z 20 metrów wyrównał Janusz Przybyła. W 83. minucie Andrzej Grębosz w walce o piłce zderzył się z obrońcą Motoru Ryszardem Chaberkiem i prowadzący to spotkanie sędzia Józef Banasz podyktował kontorwersyjny rzut karny dla gospodarzy, którego wykorzyształ Mirosław Tłokiński.
W przedostatniej kolejce Motor przegrał wyjazdowy mecz z wciąż mającą szansę na tytuł Wisłą Kraków 0:3, a na zakończenie sezonu zremisował na Zygmuntowskich z Ruchem Chorzów 0:0. W konkursie Polskiego Związku Piłki Nożnej, Polskiej Agencji Prasowej i Przeglądu Sportowego na najlepszą organizację i publiczność – Lidze Stadionów – zwyciężył lubelski Motor. Noty przyznawane były przez sędziów, obserwatorów PZPN i redaktorów PAP i PS.

## Mecze ligowe w sezonie 1980/1981
| Data                 | Przeciwnik         | D/W | Miejsce                         | Wynik M/P | Strzelcy                            | Widzów  | Źródło        |
| -------------------- | ------------------ | --- | ------------------------------- | --------- | ----------------------------------- | ------- | ------------- |
|                      |                    |     |                                 |           |                                     |         |               |
| RUNDA JESIENNA       |                    |     |                                 |           |                                     |         |               |
|                      |                    |     |                                 |           |                                     |         |               |
| 17 sierpnia 1980     | Zagłębie Sosnowiec | D   | Stadion przy al. Zygmuntowskich | 1:1       | Cypka 69'                           | 20 tys. | [ 8 ] [ 54 ]  |
| 23 sierpnia 1980     | Lech Poznań        | W   | Stadion Lecha                   | 1:1       | Przybyła 46'                        | 18 tys. | [ 9 ] [ 55 ]  |
| 27 sierpnia 1980     | Odra Opole         | D   | Stadion przy al. Zygmuntowskich | 1:0       | Przybyła 52'                        | 20 tys. | [ 10 ] [ 56 ] |
| 30 sierpnia 1980     | Arka Gdynia        | W   | Stadion Arki                    | 1:2       | Mącik 32'                           | 12 tys. | [ 11 ] [ 57 ] |
| 6 września 1980      | ŁKS Łódź           | D   | Stadion przy al. Zygmuntowskich | 1:0       | Mącik 79'                           | 20 tys. | [ 12 ] [ 58 ] |
| 14 września 1980     | Stal Mielec        | W   | Stadion Stali                   | 2:1       | Pop 41', Przybyła 53'               | 15 tys. | [ 13 ] [ 59 ] |
| 28 września 1980     | Górnik Zabrze      | D   | Stadion przy al. Zygmuntowskich | 3:0       | Przybyła 3', Walczak 35', 60'       | 20 tys. | [ 14 ] [ 60 ] |
| 5 października 1980  | Śląsk Wrocław      | W   | Stadion Śląska                  | 1:1       | Walczak 60'                         | 10 tys. | [ 15 ] [ 61 ] |
| 8 października 1980  | Szombierki Bytom   | D   | Stadion przy al. Zygmuntowskich | 2:2       | Pop 69', Chaberek 71'               | 20 tys. | [ 16 ] [ 62 ] |
| 19 października 1980 | Zawisza Bydgoszcz  | W   | Stadion Zawiszy                 | 1:2       | Pop 48'                             | 15 tys. | [ 17 ] [ 63 ] |
| 26 października 1980 | Legia Warszawa     | D   | Stadion przy al. Zygmuntowskich | 0:5       |                                     | 25 tys. | [ 18 ] [ 64 ] |
| 5 listopada 1980     | Bałtyk Gdynia      | W   | Stadion Bałtyku                 | 0:1       |                                     | 6 tys.  | [ 19 ] [ 65 ] |
| 15 listopada 1980    | Wisła Kraków       | D   | Stadion przy al. Zygmuntowskich | 1:5       | Lorenc 90'                          | 15 tys. | [ 20 ] [ 66 ] |
| 22 listopada 1980    | Ruch Chorzów       | W   | Stadion Ruchu                   | 0:2       |                                     | 5 tys.  | [ 21 ] [ 67 ] |
| 11 marca 1981        | Widzew Łódź        | D   | Stadion przy al. Zygmuntowskich | 2:2       | Pop 55', Walczak 75'                | 20 tys. | [ 33 ] [ 68 ] |
|                      |                    |     |                                 |           |                                     |         |               |
| RUNDA WIOSENNA       |                    |     |                                 |           |                                     |         |               |
|                      |                    |     |                                 |           |                                     |         |               |
| 14 marca 1981        | Zagłębie Sosnowiec | W   | Stadion Zagłębia                | 2:1       | Lorenc 53', Walczak 80'             | 2 tys.  | [ 34 ] [ 69 ] |
| 21 marca 1981        | Lech Poznań        | D   | Stadion przy al. Zygmuntowskich | 2:1       | Pop 5', Komosa 53'                  | 20 tys. | [ 35 ] [ 70 ] |
| 29 marca 1981        | Odra Opole         | W   | Stadion Odry                    | 2:3       | Adamiec 38' (sam), Walczak 65'      | 6 tys.  | [ 36 ] [ 71 ] |
| 1 kwietnia 1981      | Arka Gdynia        | D   | Stadion przy al. Zygmuntowskich | 2:0       | Pop 48', Przybyła 65'               | 20 tys. | [ 37 ] [ 72 ] |
| 5 kwietnia 1981      | ŁKS Łódź           | W   | Stadion ŁKS-u                   | 1:1       | Pop 57'                             | 10 tys. | [ 38 ] [ 73 ] |
| 11 kwietnia 1981     | Stal Mielec        | D   | Stadion przy al. Zygmuntowskich | 2:3       | Pop 24', Komosa 45'                 | 20 tys. | [ 39 ] [ 74 ] |
| 18 kwietnia 1981     | Górnik Zabrze      | W   | Stadion Górnika                 | 0:1       |                                     | 5 tys.  | [ 40 ] [ 75 ] |
| 6 maja 1981          | Śląsk Wrocław      | D   | Stadion przy al. Zygmuntowskich | 1:1       | Dębiński 43'                        | 10 tys. | [ 41 ] [ 76 ] |
| 10 maja 1981         | Szombierki Bytom   | W   | Stadion Szombierek              | 1:2       | Walczak 56' (k)                     | 9 tys.  | [ 42 ] [ 77 ] |
| 17 maja 1981         | Zawisza Bydgoszcz  | D   | Stadion przy al. Zygmuntowskich | 1:0       | Lorenc 24'                          | 11 tys. | [ 43 ] [ 78 ] |
| 27 maja 1981         | Legia Warszawa     | W   | Stadion Legii                   | 3:2       | Dębiński 6', Rabenda 11', Fiuta 78' | 15 tys. | [ 45 ] [ 46 ] |
| 3 czerwca 1981       | Bałtyk Gdynia      | D   | Stadion przy al. Zygmuntowskich | 1:0       | Wiater 49'                          | 20 tys. | [ 47 ] [ 48 ] |
| 7 czerwca 1981       | Widzew Łódź        | W   | Stadion Widzewa                 | 1:2       | Przybyła 40'                        | 12 tys. | [ 49 ] [ 50 ] |
| 14 czerwca 1981      | Wisła Kraków       | W   | Stadion Wisły                   | 0:3       |                                     | 10 tys. | [ 51 ] [ 79 ] |
| 18 czerwca 1981      | Ruch Chorzów       | D   | Stadion przy al. Zygmuntowskich | 0:0       |                                     | 10 tys. | [ 52 ] [ 80 ] |

### Tabela I ligi
| Poz | Klub               | M  | Pkt | Bz | Bs |
| --- | ------------------ | -- | --- | -- | -- |
| 1.  | Widzew Łódź        | 30 | 39  | 39 | 25 |
| 2.  | Wisła Kraków       | 30 | 37  | 51 | 30 |
| 3.  | Szombierki Bytom   | 30 | 36  | 51 | 33 |
| 4.  | Śląsk Wrocław      | 30 | 36  | 32 | 28 |
| 5.  | Legia Warszawa     | 30 | 36  | 48 | 29 |
| 6.  | Bałtyk Gdynia      | 30 | 36  | 30 | 37 |
| 7.  | Ruch Chorzów       | 30 | 30  | 36 | 39 |
| 8.  | Lech Poznań        | 30 | 29  | 28 | 29 |
| 9.  | Stal Mielec        | 30 | 28  | 41 | 44 |
| 10. | Motor Lublin       | 30 | 28  | 36 | 45 |
| 11. | Arka Gdynia        | 30 | 28  | 40 | 42 |
| 12. | Górnik Zabrze      | 30 | 27  | 20 | 27 |
| 13. | ŁKS Łódź           | 30 | 25  | 24 | 38 |
| 14. | Zagłębie Sosnowiec | 30 | 24  | 22 | 27 |
| 15. | Zawisza Bydgoszcz  | 30 | 23  | 25 | 43 |
| 16. | Odra Opole         | 30 | 18  | 26 | 43 |

## Kadra
| Zawodnik               | Data ur.   | Występy        | Bramki         |                |                | Występy        | Bramki         |                |                | Występy   | Bramki    | Poprzedni klub    |           |
| Zawodnik               | Data ur.   | RUNDA JESIENNA | RUNDA JESIENNA | RUNDA JESIENNA | RUNDA JESIENNA | RUNDA WIOSENNA | RUNDA WIOSENNA | RUNDA WIOSENNA | RUNDA WIOSENNA | SEZON     | SEZON     | Poprzedni klub    |           |
| Bramkarze              | Bramkarze  | Bramkarze      | Bramkarze      | Bramkarze      | Bramkarze      | Bramkarze      | Bramkarze      | Bramkarze      | Bramkarze      | Bramkarze | Bramkarze | Bramkarze         | Bramkarze |
| ---------------------- | ---------- | -------------- | -------------- | -------------- | -------------- | -------------- | -------------- | -------------- | -------------- | --------- | --------- | ----------------- | --------- |
| Zygmunt Kalinowski     | 2.05.1949  | 13             |                |                |                | —              | —              | —              | —              | 13        |           | Śląsk Wrocław     |           |
| Mirosław Maciesiak     | 31.01.1957 | 1              |                |                |                | 1              |                |                |                | 2         |           | wychowanek        |           |
| Dariusz Opolski        | 23.09.1961 | 1 (1)          |                |                |                | 14             |                |                |                | 15 (1)    |           | wychowanek        |           |
| Obrońcy                |            |                |                |                |                |                |                |                |                |           |           |                   |           |
| Ryszard Chaberek       | 10.01.1952 | 14             | 1              |                |                | 15             |                |                |                | 29        | 1         | Chrobry Głogów    |           |
| Tadeusz Cypka          | 9.07.1952  | 8              | 1              | 1              |                | 4 (2)          |                |                |                | 12 (2)    | 1         | Legia Warszawa    |           |
| Roman Dębiński         | 21.05.1956 | 15             |                |                |                | 15             | 2              |                |                | 30        | 2         | Stal Poniatowa    |           |
| Waldemar Fiuta         | 10.04.1958 | 10             |                |                |                | 11 (2)         | 1              |                |                | 22 (2)    | 1         | wychowanek        |           |
| Jerzy Szczeszak        | 10.04.1958 | 14             |                |                |                | 13             |                |                |                | 27        |           | Zawisza Bydgoszcz |           |
| Krzysztof Wójtowicz    | 28.01.1959 | 12             |                | 1              |                | 10 (1)         |                |                |                | 22 (1)    |           | wychowanek        |           |
| Pomocnicy i napastnicy |            |                |                |                |                |                |                |                |                |           |           |                   |           |
| Robert Grzanka         | 6.09.1962  | —              | —              | —              | —              | 0 (1)          |                |                |                | 0 (1)     |           | Mazur Karczew     |           |
| Jerzy Jagiełło         | 7.12.1951  | 4 (8)          |                |                |                | 1 (1)          |                |                |                | 5 (9)     |           | Legia Warszawa    |           |
| Marek Komosa           | 10.06.1959 | —              | —              | —              | —              | 6 (8)          | 2              |                |                | 6 (8)     | 2         | Ursus Warszawa    |           |
| Bronisław Kowalski     | 2.07.1951  | 0 (1)          |                |                |                | —              | —              | —              | —              | 0 (1)     |           | Stal Brzeg        |           |
| Marek Leszczyński      | 14.01.1958 | 0 (1)          |                |                |                | —              | —              | —              | —              | 0 (1)     |           | wychowanek        |           |
| Ireneusz Lorenc        | 30.09.1952 | 15             | 1              | 1              |                | 13             | 2              |                |                | 28        | 3         | Zagłębie Lubin    |           |
| Bolesław Mącik         | 30.09.1952 | 12             | 2              |                |                | 11 (2)         |                |                |                | 23 (4)    | 2         | Lublinianka       |           |
| Andrzej Pop            | 10.10.1953 | 14 (1)         | 4              |                |                | 13 (1)         | 4              |                |                | 27 (2)    | 8         | Stal Kraśnik      |           |
| Janusz Przybyła        | 19.06.1951 | 15             | 4              |                |                | 14             | 2              |                |                | 29        | 6         | Gwardia Warszawa  |           |
| Wojciech Rabenda       | 20.04.1957 | —              | —              | —              | —              | 6              | 1              |                |                | 6         | 1         | Szombierki Bytom  |           |
| Henryk Świętek         | 27.02.1955 | 1 (5)          |                |                |                | 2 (3)          |                |                |                | 3 (8)     |           | Motor Praszka     |           |
| Ryszard Walczak        | 11.12.1956 | 11             | 4              |                |                | 12             | 3              |                |                | 23        | 7         | Gwardia Warszawa  |           |
| Waldemar Wiater        | 5.05.1954  | 6 (1)          |                |                |                | 5 (4)          | 1              |                |                | 11 (5)    | 1         | wychowanek        |           |
| Krzysztof Witkowski    | 11.02.1962 | 0 (1)          |                |                |                |                |                |                |                | 0 (1)     |           | wychowanek        |           |

## Puchar Polski na szczeblu centralnym
| Data             | Runda | Przeciwnik      | D/W | Miejsce                         | Wynik M/P | Strzelcy                 | Widzów  | Źródło |
| ---------------- | ----- | --------------- | --- | ------------------------------- | --------- | ------------------------ | ------- | ------ |
| 20 sierpnia 1980 | II    | Kabel II Kraków | W   | Kraków                          | 2:1       | Lorenc 15', Przybyła 42' |         | [ 81 ] |
| 3 września 1980  | III   | Avia Świdnik    | W   | Świdnik                         | 1:0       | Wróbel 75' (sam)         |         | [ 82 ] |
| 20 września 1980 | 1/16  | Legia Warszawa  | D   | Stadion przy al. Zygmuntowskich | 1:2       | Dębiński 39'             | 20 tys. | [ 83 ] |